# Nervilia hispida
Nervilia hispida är en orkidéart som beskrevs av Ethelbert Blatter och Mccann. Nervilia hispida ingår i släktet Nervilia och familjen orkidéer. Inga underarter finns listade i Catalogue of Life.